# Plethodon cinereus
La salamandra dal dorso rosso (Plethodon cinereus) è una piccola e resistente specie di salamandra dei boschi della famiglia Plethodontidae. È anche nota come salamandra dal dorso rosso, salamandra dal dorso rosso orientale, o salamandra dal dorso rosso settentrionale per distinguerla dalla salamandra dal dorso rosso meridionale (Plethodon serratus). La specie abita in pendii boscosi nell'America settentrionale orientale, a ovest fino al Missouri, a sud fino alla Carolina del Nord e a nord dal Québec meridionale e dalle province marittime del Canada fino al Minnesota. È una delle 56 specie del genere Plethodon. Le salamandre dal dorso rosso sono notevoli per il loro polimorfismo di colore e mostrano principalmente due varietà di morfologia di colore ("dal dorso rosso" e "dal dorso di piombo"), che differiscono nella fisiologia e nel comportamento anti-predatore.

## Descrizione
Questa piccola salamandra è grigio scura o bruna e di solito ha una larga striscia rosso-bruna lungo il corpo e la coda. Il maschio usa le feci per segnare il territorio e per attrarre la femmina. La femmina in fregola esamina questi escrementi e sceglie il maschio che ha mangiato il maggior numero di termiti. I maschi sono in grado di procreare ogni anno, mentre le femmine sono fertili ad anni alterni. Le uova vengono fissate al soffitto di cavità sotterranee.
Il Pletodonte cenerino può arrivare fino a 12,5 cm di lunghezza.
È un anfibio che trascorre tutta la giornata sulla terra.
Si riproduce tra autunno e inizio della primavera.

## Areale e habitat
Gli individui di Plethodon cinereus si estendono dalle province marittime canadesi e dal Québec meridionale, a ovest fino al Minnesota nord-orientale e a sud fino alla Carolina del Nord settentrionale e orientale. C'è un'ulteriore colonia isolata nella Carolina del Nord meridionale. È stato stimato che l'areale settentrionale di P. cinereus si stia espandendo a una velocità di 80 metri all'anno. La fase di colore eritreo della specie raggiunge le sue frequenze più elevate (20-25%) nell'Ohio nord-orientale, nelle colline del Berkshire e di Litchfield e nella regione della Baia di Fundy. L'accoppiamento può avvenire anche con il congenere P. electromorphus, presente nella Pennsylvania sudoccidentale, nell'Ohio,  nel Kentucky settentrionale e nella Virginia nord-occidentale.
Gli individui di P. cinereus si possono trovare sotto vecchi tronchi, su cortecce, muschio, terriccio di foglie e pietre in foreste sempreverdi, miste e decidue. Preferisce una maggiore densità di oggetti di copertura, che aumenta l'abbondanza e la massa corporea media rendendo più efficace la ricerca di cibo.